# 小行星2610
小行星2610（2610 Tuva）是一颗围绕太阳公转的小行星。1978年9月5日，尼古拉·切爾尼赫在克里米亚发现了此天体。
該小行星以俄羅斯的聯邦主體圖瓦共和國命名。
这颗小行星的绝对星等为39.75784609988391等。